# Televizní vysílač

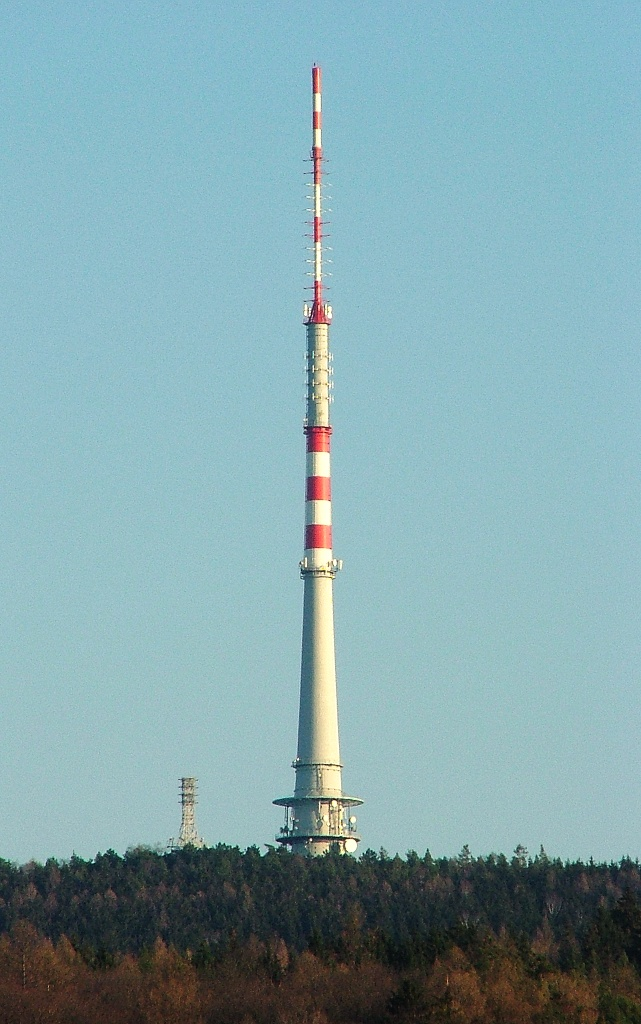
Televizní vysílač Cukrák

Televizní vysílač je zařízení pro vysílání televizního signálu k televizním přijímačům. V Česku existují vysílače signálu DVB-T (pro regionální sítě), ale také pro nový vysílací standard DVB-T2.

## Televizní vysílače v ČR
K roku 2020 je v Česku vystavěno celkem 26 vysílačů velkého výkonu, které provozují České Radiokomunikace. Ty vysílají celoplošné multiplexy, tedy Multiplex 21, Multiplex 22 a Multiplex 23. Stejná společnost také poskytuje příjem z tzv. dokrývačů, tedy vysílačů nízkého výkonu.
Společnost Digital Broadcasting, konkurenční vysílatel, poskytuje příjem z jiných vysílačů. Spousta z nich se však nachází v blízkosti kót ČRa. Nevysílají tak vysokým výkonem, ale i tak pokryjí asi 96,6% populace Česka. Šíří Multiplex 24.